# Gastonia duplicata
Gastonia duplicata là một loài thực vật có hoa trong Họ Cuồng cuồng. Loài này được Thouars ex Baill. mô tả khoa học đầu tiên năm 1878.